# Adieu Maude
Adieu Maude (France) ou Vivre à un (Québec) (Alone Again, Natura-Diddily) est le 14e épisode de la saison 11 de la série télévisée d'animation Les Simpson. C'est un des épisodes-clé de la série.

## Synopsis
Pendant une course de NASCAR, Maude Flanders tombe du haut d'un gradin et meurt. La famille Simpson aide Ned Flanders et les garçons à passer les durs moments qu'ils vivent. Homer décide de réaliser une vidéo sur Ned pour l'envoyer dans un club de rencontre. Ned va alors rencontrer de nombreuses femmes qui ne lui plairont pas jusqu'à une jolie chanteuse de rock chrétien, Rachel Jordan (qui réapparaitra dans l'épisode Le Miracle de Maude).